# K'NEX

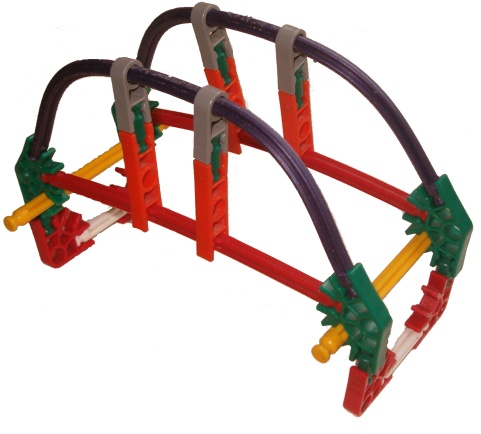
Een brug van K'NEX

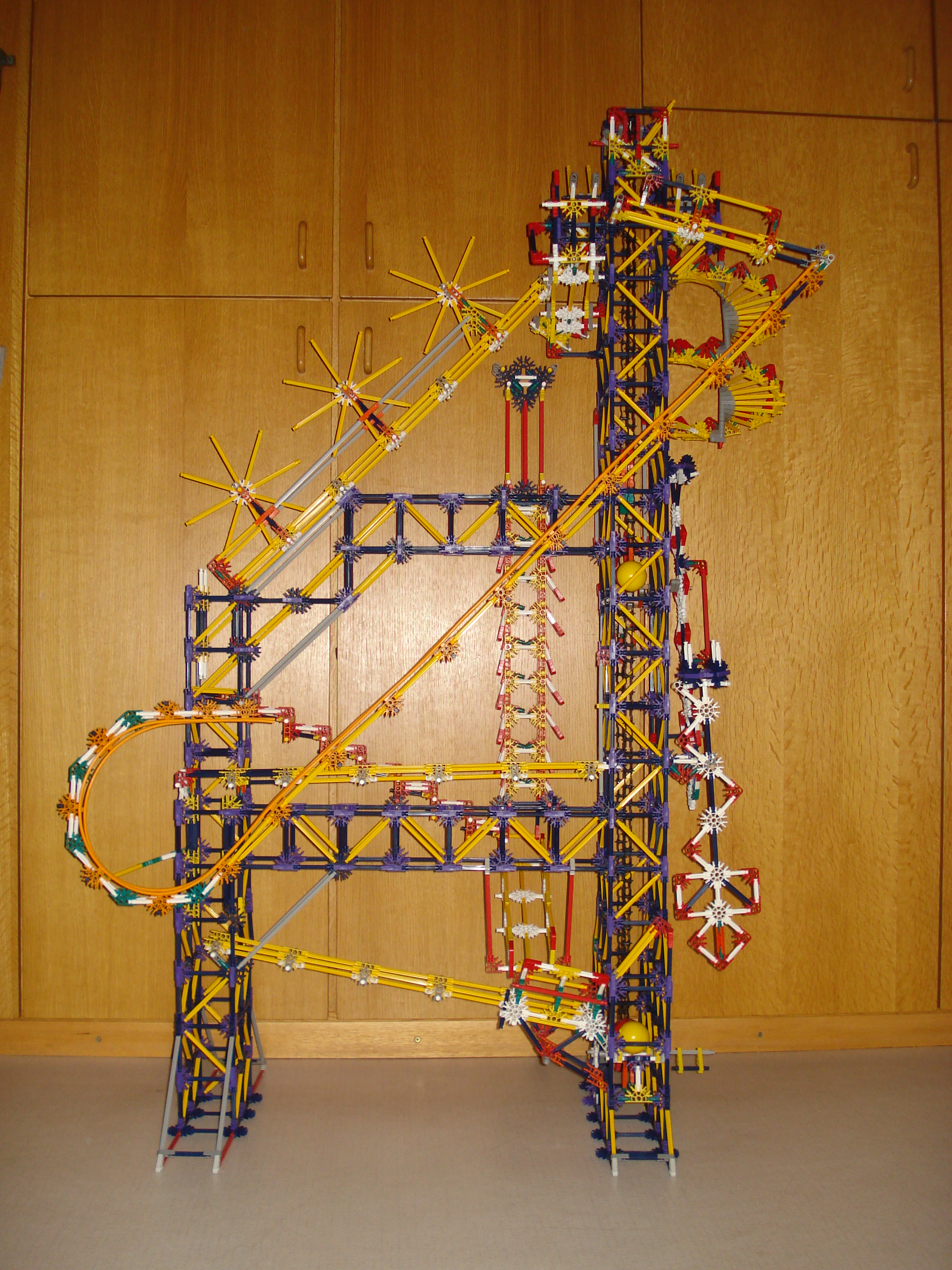
Big Ball (1,5 meter hoog)

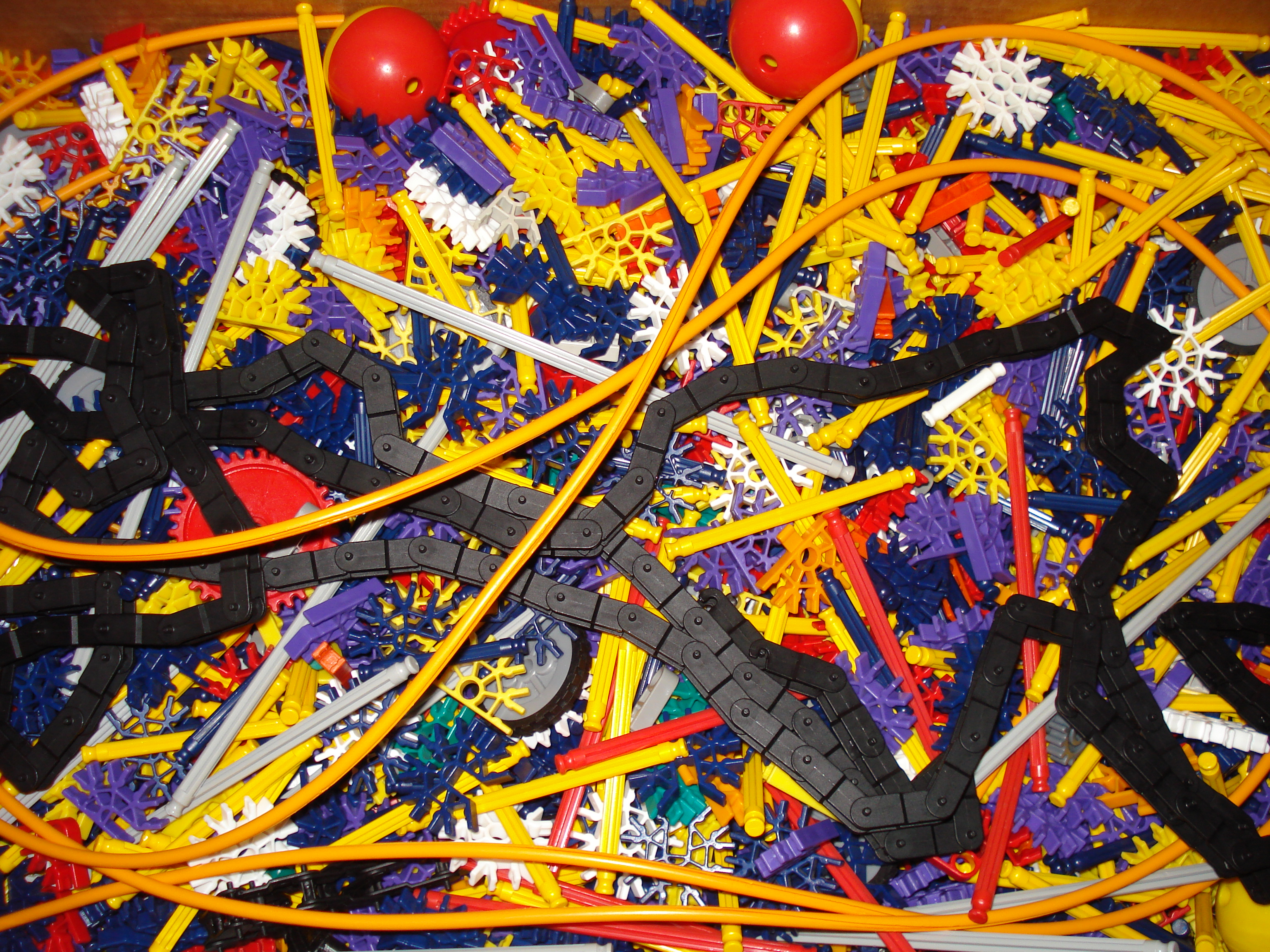
Een hoop K'NEX

K'NEX is een bepaald speelgoed bestaande uit plastic onderdelen die op meerdere manieren in elkaar kunnen worden geklikt. In dat opzicht lijkt het speelgoed sterk op LEGO en Meccano.
Het speelgoed werd in 1989 ontwikkeld door Joel Glickman en in 1992 op de markt gebracht. Volgens eigen zeggen kwam hij op het idee toen hij zich verveelde op een trouwerij. Hij zag wat rietjes liggen, en probeerde daarmee allemaal voorwerpen te maken. Hij richtte K'NEX Industries, Inc. op om het speelgoed te gaan produceren.
K'NEX bestaat voornamelijk uit plastic stokjes van verschillende lengtes, en koppelstukken waar meerdere van deze stukjes aan vastgeklikt kunnen worden.

## Basisonderdelen

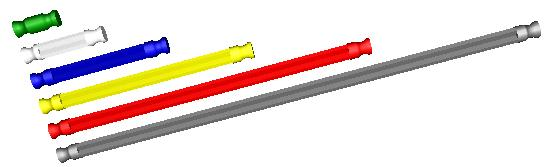

## Toepassing
Met een 3D-printer gemaakt van K’NEX doet een studententeam van de TU Delft eind september 2015 mee aan iGEM, een wereldwijde studentenwedstrijd op het gebied van synthetische biologie. Met de zelfgebouwde printer maakt het team op een efficiënte wijze biofilms, laagjes met bacteriën.